# Сиртланово (Буздяцький район)
Сиртла́ново (рос. Сыртланово, башк. Сыртлан) — присілок у складі Буздяцького району Башкортостану, Росія. Входить до складу Гафурійської сільської ради.
Населення — 35 осіб (2010; 42 у 2002).
Національний склад:
- башкири — 50 %